# Kenza Farah
Kenza Farah, född Farah Kenza Maouche 8 juli 1986 i Béjaïa i Algeriet, är en fransk R'n'B-sångerska.
Hennes album Authenik (2007) sålde guld i sin andra vecka. Den 17 november 2008 släppte hon sitt dubbelalbum Avec le cœur. Två år senare kom Trésor, och de tre första albumen sålde fram till 2012 i en halv miljon exemplar.
Därefter bytte Farah bolag från Warner och skrev nytt kontrakt med Sony Music. Där har hon senare presenterat albumen 4 Love, Karismatik och Au clair de ma plume.

## Diskografi
- Authenik (2007
- Avec le cœur (2008)
- Trésor (2010)
- 4 Love (2012)
- Karismatik (2014)
- Au clair de ma plume (2019)